# Варна (линейный корабль)
«Варна» — парусный линейный корабль Черноморского флота Российской империи, находившийся в составе флота с 1842 по 1854 год, представитель серии кораблей типа «Султан Махмуд», участник Крымской войны. До войны неоднократно принимал участие в практических плаваниях эскадр флота в Чёрном море и перевозке войск между черноморскими портами, а во время обороны Севастополя был затоплен на рейде.

## Описание корабля
Один из восьми парусных 84-пушечных линейных кораблей типа «Султан Махмуд», строившихся в Николаеве с 1836 по 1845 год. Прототипом серии послужил корабль «Силистрия». Круглая корма этих кораблей повышала прочность корпуса, в его наборе использовались металлические детали, а пеньковые канаты были заменены якорь-цепями. Водоизмещение корабля составляло 3790 тонн, длина между перпендикулярами — 59,7 метра, длина по гондеку — 60,2 метра, ширина 16,2—16,3 метра, глубина интрюма — 8,1 метра, а осадка — 7,2 метра. Вооружение корабля по сведениям из различных источников составляли от 84 до 96 орудий, из них от пятидесяти восьми до шестидесяти четырёх 36-фунтовых и восемь 18-фунтовых чугунных пушек, двадцать 24-фунтовых пушек, десять 36-фунтовых, две 24-фунтовых, одна 12-фунтовая и две 8-фунтовых карронады, четыре 1-пудовых единорога, а также 3-фунтового фальконета. Экипаж корабля состоял из 750 человек.
Корабль назван в честь взятия турецкой крепости Варна русской армией при содействии Черноморского флота 29 сентября (11 октября) 1829 года. На лицевой стороне закладной доски была нанесена гравировка: «84-пуш. корабль. Заложен в присутствии гг. главного командира Черноморского флота и портов генерал-адъютанта, вице-адмирала и кавалера Лазарева 1-го, начальника штаба контр-адмирала Хрущева, обер-интенданта контр-адмирала Дмитриева и исправляющего должность начальника Корпуса корабельных инженеров подполковника Воробьева», а на обороте: «Строитель Корпуса корабельных инженеров подполковник Воробьев. Октября 4 дня 1838 года. Николаев».

## История службы
Линейный корабль «Варна» был заложен 4 (16) октября 1838 года на стапеле Николаевского главного адмиралтейства и после спуска на воду 26 июля (7 августа) 1842 года вошёл в состав Черноморского флота России. Строительство вёл начальник корабельных инженеров Черноморского флота, полковник Корпуса корабельных инженеров И. Д. Воробьев. В следующем 1843 году корабль перешёл из Николаева в Севастополь.
В августе и сентябре 1843 года находился в составе эскадры, которая перевозила войска 13-й дивизии из Одессы в Севастополь. В кампании 1844, 1845, 1847, 1848, 1849 и 1852 годов в составе эскадр кораблей Черноморского флота принимал участие в практических плаваниях в Чёрном море. С июня по август 1853 года также находился в составе практической эскадры в Чёрном море, в том числе 29 июня (11 июля) принимал участие в учебном сражении, а во время учебной атаки флота на Севастопольский рейд 12 (24) августа находился составе обороняющейся стороны. В кампанию того же года с 17 (29) сентября по 2 (14) октября в составе эскадры вице-адмирала П. С. Нахимова принимал участие а перевозке войск из Севастополя в Сухум-Кале, так на корабле было перевезено 910 солдат и офицеров Брестского полка 13-й дивизии. 
Принимал участие в Крымской войне, в декабре 1853 года был поставлен на ремонт в Севастопольском порту, а экипаж корабля на время ремонта приписан к Николаевской батарее. В январе следующего 1854 года ремонт корабля был окончен, а в апреле того же года он был выведен на рейд у Курийной балки. 11 (23) сентября 1854 года «Варна» в числе пяти устаревших линейных кораблей и двух фрегатов был затоплен на фарватере у входа на Севастопольский рейд между Константиновской и Александровской батареями с целью заграждения входа неприятельских судов на рейд. После войны при расчистке Севастопольской бухты корпус корабля был взорван.

## Командиры корабля
Командирами линейного корабля «Варна» в разное время служили:
- капитан 1-го ранга А. Н. Григорьев (1843—1847 годы)[12];
- капитан 1-го ранга С. Г. Алексеев (1848—1854 годы)[13];
- капитан 2-го ранга А. И. Никонов (1854 год)[14].